# Daniel Bacquelaine
Daniel Marie Alain Bacquelaine (ur. 30 października 1952 w Liège) – belgijski i waloński lekarz, samorządowiec oraz polityk, wieloletni parlamentarzysta, od 2014 do 2020 minister na szczeblu federalnym.

## Życiorys
Ukończył studia medyczne na Université de Liège, kształcił się następnie w Bordeaux, uzyskując specjalizację w zakresie mezoterapii. Zaangażował się w działalność polityczną w ramach walońskich liberałów z Partii Reformatorsko-Liberalnej, współtworząc z nią później Ruch Reformatorski i stając w 2008 na czele partyjnych struktur w prowincji Liège. W 1982 wybrany na radnego Chaudfontaine, w 1988 dołączył do miejskiej egzekutywy jako echevin odpowiadający m.in. za finanse i sport. W 1992 objął urząd burmistrza, z powodzeniem ubiegając się o wybór na kolejne kadencje.
W 1994 po raz pierwszy został członkiem Izby Reprezentantów, gdy w trakcie kadencji zastąpił Jeana Gola. Uzyskiwał reelekcję w wyborach w 1995, 1999, 2003, 2007, 2010, 2014, 2019 i 2024.
11 października 2014 powołany na stanowisko ministra ds. emerytur w koalicyjnym rządzie federalnym, na czele którego stanął Charles Michel. Pozostał na tej funkcji, gdy w październiku 2019 urząd premiera przejściowego gabinetu objęła Sophie Wilmès, a także w marcu 2020, gdy Sophie Wilmès utworzyła swój drugi rząd. Zakończył urzędowanie w październiku 2020.
Odznaczony Krzyżem Oficerskim Orderu Leopolda i Krzyżem Kawalerskim Orderu Korony. Daniel Bacquelaine jest żonaty, ma troje dzieci.